# Formuła 3000
Formuła 3000 (w skrócie F3000) – seria wyścigowa samochodów jednomiejscowych o otwartym nadwoziu, istniejąca w latach 1985–2004.
Cykl powołany do życia przez Międzynarodową Federację Sportów Samochodowych jako następca Formuły 2. Głównym powodem takiej decyzji było obcięcie kosztów organizacyjnych oraz zakończenie wewnętrznej rywalizacji wielkich koncernów silnikowych.
Samochody F3000 używały standardowych, ośmiocylindrowych jednostek napędowych Coswortha (w późniejszych latach także Mugen oraz Zytek) o pojemności trzech litrów bez turbodoładowania.
Jeśli chodzi o nadwozia, początkowo używano zmodyfikowanych projektów z czasów Formuły 2, głównie marki Lola, Ralt oraz March Engineering. W 1988 roku do serii dołączył Reynard, który pięć lat później był jedynym dostawcą nadwozi. Od sezonu 1996 zespoły używały wyłącznie kombinacji Lola-Zytek.
Wyścigi organizowano na dystansie ok. 200 kilometrów, czyli 2/3 długości zawodów Formuły 1. Od 1999 roku wszystkie eliminacje były przeprowadzone w koniugacji z Grand Prix Formuły 1 (wcześniej F3000 posiadała niezależny kalendarz).
F3000 udanie spełniała swoje główne założenia, będąc bezpośrednim zapleczem dla przyszłych kierowców Formuły 1. Kryzys nastąpił na początku XXI wieku. Zespoły F1 coraz częściej zatrudniały bardzo młodych kierowców z niższych serii wyścigowych, głównie z narodowych mistrzostw Formuły 3. Doświadczenie nabyte w F3000 okazywało się zbędnym balastem i bardzo słabą kartą przetargową w walce o miejsce w F1.
Wychodząc naprzeciw słabnącemu prestiżowi F3000 (i malejącej liczbie uczestników), FIA podjęła decyzję o likwidacji serii w 2004 roku. Jej następcą został nowy projekt – GP2, do którego przystąpiły zespoły z regionalnych edycji Formuły 3, ale również byli uczestnicy F3000. Ewolucja nastąpiła bez większych problemów, podobnie jak miało to miejsce przy likwidacji Formuły 2 dwadzieścia lat wcześniej.

## Mistrzowie Formuły 3000

### Kierowcy
| Sezon | Kierowca                 | Zespół                  | Samochód             |
| ----- | ------------------------ | ----------------------- | -------------------- |
| 1985  | Christian Danner         | BS Automotive           | March 85B–Cosworth   |
| 1986  | Ivan Capelli             | Genoa Racing            | March 86B–Cosworth   |
| 1987  | Stefano Modena           | Onyx Race Engineering   | March 87B–Cosworth   |
| 1988  | Roberto Moreno           | Bromley Motorsport      | Reynard 88D–Cosworth |
| 1989  | Jean Alesi               | Eddie Jordan Racing     | Reynard 89D–Cosworth |
| 1990  | Érik Comas               | DAMS                    | Lola T90/50–Cosworth |
| 1991  | Christian Fittipaldi     | Pacific Racing          | Reynard 91D–Mugen    |
| 1992  | Luca Badoer              | Crypton Engineering     | Reynard 92D–Cosworth |
| 1993  | Olivier Panis            | DAMS                    | Reynard 93D–Cosworth |
| 1994  | Jean-Christophe Boullion | DAMS                    | Reynard 94D–Cosworth |
| 1995  | Vincenzo Sospiri         | Super Nova Racing       | Reynard 95D–Cosworth |
| 1996  | Jörg Müller              | RSM Marko               | Lola T96/50–Zytek    |
| 1997  | Ricardo Zonta            | Super Nova Racing       | Lola T96/50–Zytek    |
| 1998  | Juan Pablo Montoya       | Super Nova Racing       | Lola T96/50–Zytek    |
| 1999  | Nick Heidfeld            | West Competition        | Lola T99/50–Zytek    |
| 2000  | Bruno Junqueira          | Petrobras Junior Team   | Lola T99/50–Zytek    |
| 2001  | Justin Wilson            | Coca-Cola Nordic Racing | Lola T99/50–Zytek    |
| 2002  | Sébastien Bourdais       | Super Nova Racing       | Lola B02/50–Zytek    |
| 2003  | Björn Wirdheim           | Arden International     | Lola B02/50–Zytek    |
| 2004  | Vitantonio Liuzzi        | Arden International     | Lola B02/50–Zytek    |

### Zespoły
| Sezon | Zespół                  | Samochód          |
| ----- | ----------------------- | ----------------- |
| 2000  | D2 Playlife Super Nova  | Lola T99/50–Zytek |
| 2001  | Coca-Cola Nordic Racing | Lola T99/50–Zytek |
| 2002  | Arden International     | Lola B02/50–Zytek |
| 2003  | Arden International     | Lola B02/50–Zytek |
| 2004  | Arden International     | Lola B02/50–Zytek |

## Narodowe edycje Formuły 3000
W Wielkiej Brytanii, Japonii, Stanach Zjednoczonych, Europie i Australii pod koniec lat 80. powstały serie wyścigowe korzystające z bolidów Międzynarodowej Formuły 3000. W niektórych przypadkach, na przykład w Japonii, nastąpiło przemianowanie wcześniej istniejącej narodowej serii Formuły 2. W Wielkiej Brytanii jednak powstała zupełnie nowa seria wyścigowa. 
Seria wyścigowe korzystające z samochodów F3000:
- Brytyjska Formuła 3000
- Europejska Formuła 3000
- American Racing Series
- Japońska Formuła 3000
- Formuła Holden